# Шифр Хилла

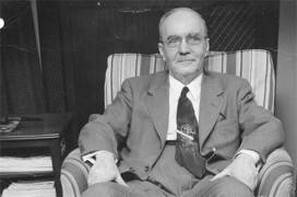
Хилл Сандерс Лестер

Шифр Хилла — полиграммный шифр подстановки, основанный на линейной алгебре и модульной арифметике. Изобретён американским математиком Лестером Хиллом в 1929 году. Это был первый шифр, который позволил на практике (хотя и с трудом) одновременно оперировать более чем с тремя символами. Шифр Хилла не нашёл практического применения в криптографии из-за слабой устойчивости ко взлому и отсутствия описания алгоритмов генерации прямых и обратных матриц большого размера.

## История
Впервые шифр Хилла был описан в статье «Cryptography in an Algebraic Alphabet», опубликованной в журнале «The American Mathematical Monthly» в июне-июле 1929 года. В августе того же года Хилл расширил тему и выступил с речью о криптографии перед Американским математическим обществом в Боулдере, штат Колорадо. Позднее его лекция привела ко второй статье «Concerning Certain Linear Transformation Apparatus of Cryptography», которая была опубликована в журнале «The American Mathematical Monthly» в марте 1931 года. Дэвид Кан в своем труде «Взломщики кодов» так описал шифр Хилла и его место в истории криптографии:

Хилл был одним из тех, кто разработал общий и мощный метод. К тому же шифр Хилла впервые перевёл криптографию с использованием полиграмм в разряд практических дисциплин.
Оригинальный текст (англ.)But Hill alone devised a method of power and generality. In addition, his procedure made polygraphic cryptography practical for the first time.

## Описание шифра Хилла
Шифр Хилла является полиграммным шифром, который может использовать большие блоки с помощью линейной алгебры. Каждой букве алфавита сопоставляется число по модулю 26. Для латинского алфавита часто используется простейшая схема: A = 0, B = 1, …, Z = 25, но это не является существенным свойством шифра. Блок из n букв рассматривается как n-мерный вектор и умножается по модулю 26 на матрицу размера n × n. Если в качестве основания модуля используется число больше чем 26, то можно использовать другую числовую схему для сопоставления буквам чисел и добавить пробелы и знаки пунктуации. Элементы матрицы являются ключом. Матрица должна быть обратима в {\displaystyle \mathbb {Z} _{26}^{n}}, чтобы была возможна операция расшифрования.
Для n = 3 система может быть описана так:
{\displaystyle {\begin{cases}c_{1}=k_{11}p_{1}+k_{12}p_{2}+k_{13}p_{3}{\pmod {26}},\\c_{2}=k_{21}p_{1}+k_{22}p_{2}+k_{23}p_{3}{\pmod {26}},\\c_{3}=k_{31}p_{1}+k_{32}p_{2}+k_{33}p_{3}{\pmod {26}},\\\end{cases}}}
или в матричной форме:
{\displaystyle {\begin{bmatrix}c_{1}\\c_{2}\\c_{3}\end{bmatrix}}={\begin{bmatrix}k_{11}&k_{12}&k_{13}\\k_{21}&k_{22}&k_{23}\\k_{31}&k_{32}&k_{33}\end{bmatrix}}{\begin{bmatrix}p_{1}\\p_{2}\\p_{3}\end{bmatrix}}{\pmod {26}},}
или
{\displaystyle C=KP{\pmod {26}},}
где {\displaystyle P} и {\displaystyle C} — векторы-столбцы высоты 3, представляющие открытый и зашифрованный текст соответственно, {\displaystyle K} — матрица 3 × 3, представляющая ключ шифрования. Операции выполняются по модулю 26.
Для того, чтобы расшифровать сообщение, требуется получить обратную матрицу ключа {\displaystyle K^{-1}}. Существуют стандартные методы вычисления обратных матриц (см. способы нахождения обратной матрицы), но не все матрицы имеют обратную (см. обратная матрица). Матрица будет иметь обратную в том и только в том случае, когда её детерминант не равен нулю и не имеет общих делителей с основанием модуля. Если детерминант матрицы равен нулю или имеет общие делители с основанием модуля, то такая матрица не может использоваться в шифре Хилла, и должна быть выбрана другая матрица (в противном случае шифротекст будет невозможно расшифровать). Тем не менее, матрицы, которые удовлетворяют вышеприведенным условиям, существуют в изобилии.
В общем случае, алгоритм шифрования может быть выражен в следующем виде:
Шифрование: {\displaystyle C=E(K,P)=KP{\pmod {26}}}.
Расшифрование: {\displaystyle P=D(K,C)=K^{-1}C{\pmod {26}}=K^{-1}KP{\pmod {26}}=P}.

## Пример
В следующем примере используются латинские буквы от A до Z, соответствующие им численные значения приведены в таблице.
| A | B | C | D | E | F | G | H | I | J | K  | L  | M  | N  | O  | P  | Q  | R  | S  | T  | U  | V  | W  | X  | Y  | Z  |
| - | - | - | - | - | - | - | - | - | - | -- | -- | -- | -- | -- | -- | -- | -- | -- | -- | -- | -- | -- | -- | -- | -- |
| 0 | 1 | 2 | 3 | 4 | 5 | 6 | 7 | 8 | 9 | 10 | 11 | 12 | 13 | 14 | 15 | 16 | 17 | 18 | 19 | 20 | 21 | 22 | 23 | 24 | 25 |
Шифрование
Рассмотрим сообщение «ACT» и представленный ниже ключ (GYBNQKURP в буквенном виде):
{\displaystyle K={\begin{bmatrix}6&24&1\\13&16&10\\20&17&15\end{bmatrix}}.}
Данная матрица обратима, так как её детерминант не равен нулю и не имеет общих делителей с основанием модуля. Опасность того, что детерминант матрицы ключа будет иметь общие делители с основанием модуля, может быть устранена путём выбора простого числа в качестве основания модуля. Например, в более удобном варианте шифра Хилла в алфавит добавляют 3 дополнительных символа (пробел, точка и знак вопроса), чтобы увеличить основание модуля до 29.
Так как букве «A» соответствует число 0, «C» — 2, «T» — 19, то сообщение — это вектор
{\displaystyle P_{1}={\begin{bmatrix}0\\2\\19\end{bmatrix}}.}
Тогда зашифрованный вектор будет
{\displaystyle C_{1}=KP_{1}{\pmod {26}}={\begin{bmatrix}6&24&1\\13&16&10\\20&17&15\end{bmatrix}}{\begin{bmatrix}0\\2\\19\end{bmatrix}}{\pmod {26}}={\begin{bmatrix}15\\14\\7\end{bmatrix}}.}
Вектор соответствует зашифрованному тексту «POH». Теперь предположим, что наше сообщение было «CAT»:
{\displaystyle P_{2}={\begin{bmatrix}2\\0\\19\end{bmatrix}}.}
Теперь зашифрованный вектор будет
{\displaystyle C_{2}=KP_{2}{\pmod {26}}={\begin{bmatrix}6&24&1\\13&16&10\\20&17&15\end{bmatrix}}{\begin{bmatrix}2\\0\\19\end{bmatrix}}{\pmod {26}}={\begin{bmatrix}5\\8\\13\end{bmatrix}}.}
Этот вектор соответствует зашифрованному тексту «FIN». Видно, что каждая буква шифротекста сменилась. Шифр Хилла достиг диффузии по Шеннону, и n-размерный шифр Хилла может достигать диффузии n символов за раз.
Расшифрование
Обратная матрица ключа:
{\displaystyle K^{-1}{\pmod {26}}={\begin{bmatrix}8&5&10\\21&8&21\\21&12&8\end{bmatrix}}.}
Возьмём зашифрованный текст из предыдущего примера «POH»:
{\displaystyle P_{1}=K^{-1}C_{1}{\pmod {26}}={\begin{bmatrix}8&5&10\\21&8&21\\21&12&8\end{bmatrix}}{\begin{bmatrix}15\\14\\7\end{bmatrix}}{\pmod {26}}={\begin{bmatrix}0\\2\\19\end{bmatrix}}.}
Этот вектор соответствует сообщению «ACT».

## Криптостойкость
Стандартный шифр Хилла уязвим для атаки по выбранному открытому тексту, потому что в нём используются линейные операции. Криптоаналитик, который перехватит {\displaystyle n^{2}} пар символ сообщения/символ шифротекста сможет составить систему линейных уравнений, которую обычно несложно решить. Если окажется, что система не решаема, то необходимо всего лишь добавить ещё несколько пар символ сообщения/символ шифротекста. Такого рода расчёты средствами обычных алгоритмов линейной алгебры требует совсем немного времени. В связи с этим для увеличения криптостойкости в него должны быть добавлены какие-либо нелинейные операции. Комбинирование линейных операций, как в шифре Хилла, и нелинейных шагов привело к созданию подстановочно-перестановочной сети (например, сеть Фейстеля). Поэтому с определённой точки зрения можно рассматривать современные блочные шифры как вид полиграммных шифров.

#### Длина ключа
Длина ключа — это двоичный логарифм от количества всех возможных ключей. Существует {\displaystyle 26^{n^{2}}} матриц размера n × n. Значит, {\displaystyle \log _{2}(26^{n^{2}})\approx 4{,}7n^{2}} — верхняя грань длины ключа для шифра Хилла, использующего матрицы n × n. Это только верхняя грань, поскольку не каждая матрица обратима, а только такие матрицы могут быть ключом. Количество обратимых матриц может быть рассчитано при помощи Китайской теоремы об остатках. Матрица обратима по модулю 26 тогда и только тогда, когда она обратима и по модулю 2 и по модулю 13.
Количество обратимых по модулю 2 и 13 матриц размера n × n равно порядку линейной группы GL(n, Z2) и GL(n, Z13) соответственно:
{\displaystyle |K_{1}|=2^{n^{2}}(1-1/2)(1-1/2^{2})\dots (1-1/2^{n}),}
{\displaystyle |K_{2}|=13^{n^{2}}(1-1/13)(1-1/13^{2})\dots (1-1/13^{n}).}
Количество обратимых по модулю 26 матриц равно произведению этих чисел:
{\displaystyle |K|=26^{n^{2}}(1-1/2)(1-1/2^{2})\dots (1-1/2^{n})(1-1/13)(1-1/13^{2})\dots (1-1/13^{n}).}
Кроме того, будет разумно избегать слишком большого количества нулей в матрице-ключе, так как они уменьшают диффузию. В итоге получается, что эффективное пространство ключей стандартного шифра Хилла составляет около {\displaystyle 4{,}64n^{2}-1{,}7}. Для шифра Хилла 5 × 5 это составит приблизительно 114 бит. Очевидно, полный перебор — не самая эффективная атака на шифр Хилла.

## Механическая реализация

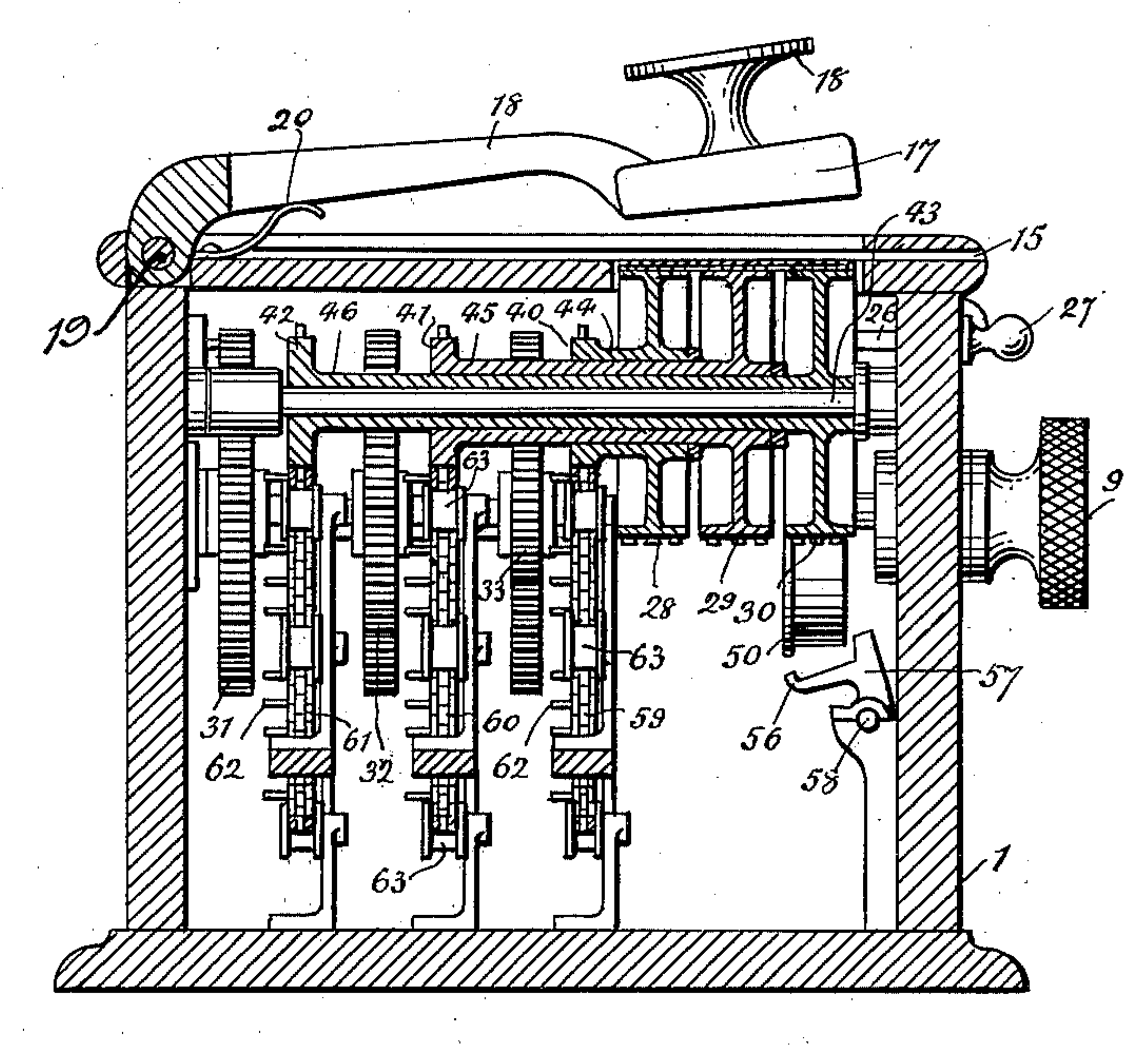
Шифровальная машина Хилла

При работе с двумя символами за раз шифр Хилла не предоставляет никаких конкретных преимуществ перед шифром Плэйфера и даже уступает ему по криптостойкости и простоте вычислений на бумаге. По мере увеличения размерности ключа шифр быстро становится недоступным для расчётов на бумаге человеком. Шифр Хилла размерности 6 был реализован механически. Хилл с партнёром получили патент на устройство (U.S. Patent 1 845 947), которое выполняло умножение матрицы 6 × 6 по модулю 26 при помощи системы шестерёнок и цепей. Расположение шестерёнок (а значит, и ключ) нельзя было изменять для конкретного устройства, поэтому в целях безопасности рекомендовалось тройное шифрование. Такая комбинация была очень сильной для 1929 года, и она показывает, что Хилл несомненно понимал концепции конфузии и диффузии. Однако устройство было довольно медленное, поэтому во Второй мировой войне машины Хилла были использованы только для шифрования трёхсимвольного кода радиосигналов.